# ماریوس کاتا-چیتیگا
ماریوس کاتا-چیتیگا (انگلیسی: Marius Căta-Chițiga؛ زادهٔ ۱۳ فوریهٔ ۱۹۶۰) بازیکن والیبال اهل رومانی است.
او به همراه تیم ملی والیبال رمانی به مدال برنز المپیک ۱۹۸۰ دست یافت.